# آرون همبرغر
آرون همبرغر (بالإنجليزية: Aaron Hamburger)‏‏ (1973 - ) روائي من الولايات المتحدة.

## الجوائز
- جائزة روما الأمريكية